# بیبراخ (ناحیه)
بیبراخ (به آلمانی: Landkreis Biberach) یک ناحیه در آلمان است که در توبینگن واقع شده‌است. بیبراخ ۱۸۸٬۶۹۶ نفر جمعیت دارد.